# العامرية (المحلة الكبرى)
العامرية إحدى قرى مركز المحلة الكبرى التابع لمحافظة الغربية بجمهورية مصر العربية.

## التاريخ
قرية العامرية من القرى القديمة، حيث وردت باسم «دار البقر القبلية» في أعمال الغربية ضمن قرى الروك الصلاحي التي أحصاها ابن مماتي في كتاب قوانين الدواوين، كما وردت باسم «دار البقر القبلية» في أعمال الغربية ضمن قرى الروك الناصري التي أحصاها ابن الجيعان في كتاب «التحفة السنية بأسماء البلاد المصرية». وردت باسم «دار البقر القبلية» في التربيع العثماني الذي أجراه الوالي العثماني سليمان باشا الخادم في عصر السلطان العثماني سليمان القانوني ضمن قرى ولاية الغربية، وفي تاريخ 1228هـ/1813م الذي عدّ قرى مصر بعد المسح الذي قام به محمد علي باشا باسم «دار البقر القبلية» ضمن قرى مديرية الغربية.
أهل القرية ينسبون إلى بني بقر من قبيلة جذام. لاستهجان الاسم القديم طلب عمدة القرية أحمد عامر تغيير اسمها إلى العامرية وهو ما حصل فأصدرت نظارة الداخلية أمر تغيير الاسم في 27 يناير 1932م.

## التعليم
تصل نسبة الأمية في القرية إلى 41.88% بين من تجاوزوا العاشرة من عمرهم، بينما تصل نسبة من حصلوا على تعليم جامعي إلى 3.22% من جملة السكان.

## السكان
بلغ عدد سكان العامرية 20,112 نسمة حسب تقدير عام 2018.
| السنة  | 1882 | 1897 | 1907 | 1927 | 1947 | 1960 | 1976 | 1986 | 1996   | 2006   | 2018   |
| ------ | ---- | ---- | ---- | ---- | ---- | ---- | ---- | ---- | ------ | ------ | ------ |
| القرية | 1247 | 1991 | 2055 | 2110 | 3016 | 4531 | 6956 | 9292 | 11,575 | 14,174 | 20,112 |